# Ianus

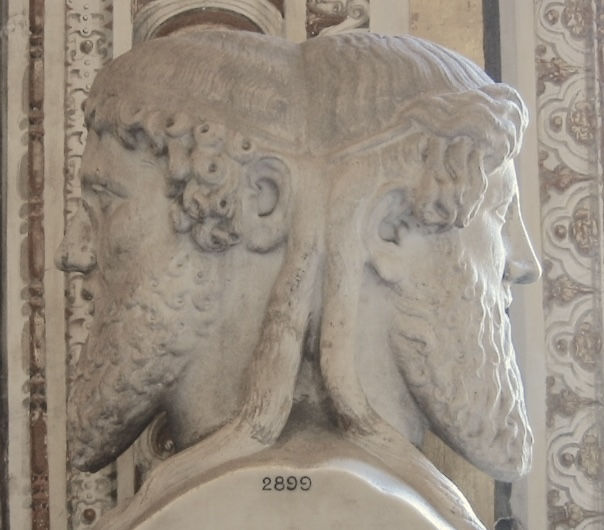
Római mellszobor Janusról a legrégibb, legszentebb és legjelentőségesebb római istenről. (Vatikán Múzeum)

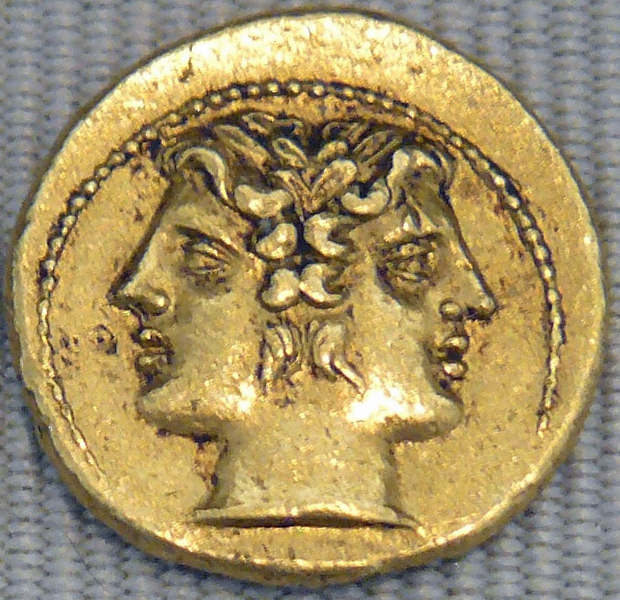
A kétarcú isten kultuszát Rómában a hagyomány szerint az időszámítás előtti 7. század fordulóján uralkodott Numa Pompilius vezette be.

Ianus (erasmida átírásban Janus) a római mitológiában az átjárások (iani) és kapuk (ianuae), így a be- és kijárás, a kezdet és vég védőszelleme. Hozzá imádkoztak a rómaiak minden fontos tettük előtt. Az ősidőkben az istenek apjának is őt tartották. Róla kapta nevét a január hónap. A Janus-arcú megnevezést gyakran használják a kettősségre, a kétszínűségre.
Fő szenthelye, a Ianus Geminus (kettős) vagy Janus Quirinus (mint a hadba menés istene) a fórum északi részén volt, Vesta templomával szemközt. Nem volt egyéb, mint egy ősrégi, boltozott kapu-átjáró, melyet még Numa Pompilius király emeltetett. Az átjáró két oldalára alkalmazott ajtókat, míg a hadsereg a harcmezőn volt, nyitva tartották. E kapuzat alatt volt Ianus képmása, kettős arccal (bifrons, biceps), a ki- és bejárás, és egyúttal az éber őrködés jelzésére. Ianusnak, mint afféle ajtónállónak (ianitor), kulcs (claviger), bot vagy pálca (virga) volt a kezében, és megfelelő ténykedéseit melléknevei: Patulcius (nyitogató), Clusivius vagy Clusius (záró) stb. jelzik. Tiszteletének másik helye a róla nevezett domb, a Janiculum volt, amelyen Ancus Martius király az Etruria felé vivő országút és a domb aljában folyó Tiberis partjának védelmére erősséget épített.
Így lett a kezdet és vég istenéből a kereskedelem és hajózás istene. A régi római asokon (pénzeken) az ő képe mellett látható egy hajó előrésze, és később a kikötők tulajdonképpeni istenét, Portunust is hozzá hasonló alakban ábrázolták. Azonban a római patrióták a Janiculummal kapcsolatban csakhamar egy boldog aranykort rajzoltak maguk elé, mikor Ianus, mint Latium ős királya, békében és szerencsével kormányozta országát.
Sokan eredetére nézve napistent láttak benne, ahogy a Nap járása jelzi a munka kezdetét és végét, de több vonás alig található benne a napistenség igazolására. Alakja látható több római pénzen, amelyeken kettős fejjel ábrázolták; mégpedig szakállas vagy szakálltalan mind a két fej, a császárkori pénzeken pedig az egyik fej szakálltalan ifjút, a másik pedig szakállas férfiút mutat. Hadrianus pénzein már négyfejűként (quadrifrons) ábrázolták, a kapuzat négy oldalának megfelelően. Feltételezik azt is, hogy alakját kettős torzok inspirálhatták.
```
 „Az ősi Rómában az év első napját Janus tiszteletére ünnepelték meg. Ő volt a kezdet és a vég, a kapuk és az ajtók istene. Az újévet mint ünnepnapot a keresztény egyházban i. sz. 487-ben vezették be” (The World Book Encyclopedia, 1982. XIV. kötet, 237. o.).
```

## Külső hivatkozások
- Janus